# Ballabile

Ballabile (accentuation sur la ; littéralement : « dansable ») est un terme musical italien employé pour qualifier une musique au rythme « dansant » ou pour nommer une composition musicale ou une pièce chorégraphique. 

## Étymologie
Ballabile (pluriel ballabili) est un adjectif substantivé tiré du verbe italien ballare danser,.

## Emploi

### Musique instrumentale
Les numéros de danse (polacca, valse, polka, quadrille, mazurka, tarentelle et galop) du Carnavale di Milano de Hans von Bülow portent le titre générique de Ballabili. La deuxième des Cinq pièces pour piano (1889) d'Emmanuel Chabrier est un ballabile composé pour un concours de lecture à vue du Conservatoire de Bordeaux.

### Opéra
Giacomo Meyerbeer utilise le terme pour nommer les trois danses (Primo, Secondo e Terzo Ballabile) de la scène de la résurrection des nones dans le troisième acte de Robert le Diable et pour la musique de danse de la scène de bal au début du cinquième acte des Huguenots.

### Ballet

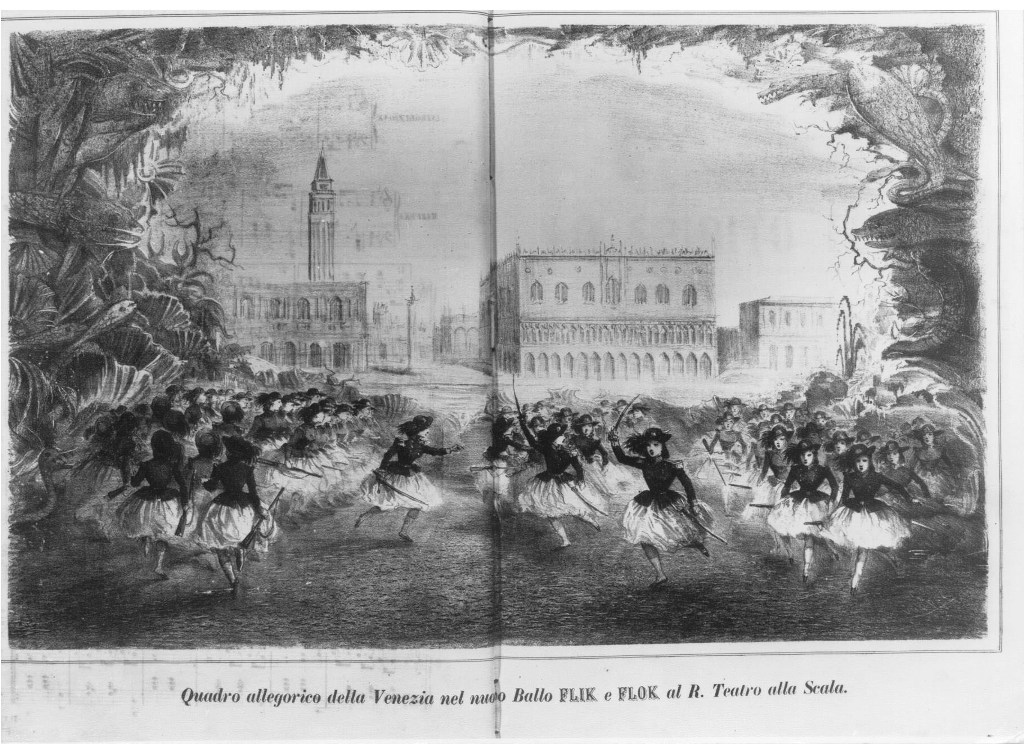
Les ballerines-bersaglières du ballabile de la lagune de Venise dans le ballet Flik-Flok de Paolo Taglioni à La Scala de Milan en 1862.

Employé dans le ballet romantique, où il peut être l'une des parties d'un grand pas, le ballabile est exécuté par le corps de ballet auquel se joignent les solistes mais ne comprend pas de figure chorégraphique individuelle. Dans le ballet Flik e Flok de Paolo Taglioni (à l'origine de la Marche des bersagliers), la scène des fleuves est un ballabile qui se conclut sur le galop exécuté par les ballerines-bersaglières sur fond de lagune de Venise.